# فرودگاه مودی کریک (کرولیس، اورگن)
فرودگاه مودی کریک (کرولیس، اورگن) (به انگلیسی: Muddy Creek Airport (Corvallis, Oregon)) یک فرودگاه خصوصی است که یک باند فرود چمن دارد و طول باند آن ۶۷۰ متر است. این فرودگاه در شهر کرولیس، اورگن کشور ایالات متحده آمریکا قرار دارد و در ارتفاع ۷۷ متری از سطح دریا واقع شده‌است.